# Mathilda Hofling
Emma Mathilda Hofling, född 9 april 1986, är en svensk medicinsk sekreterare. Hon har genom att berätta om egna upplevelser i tonåren gett uppmärksamhet åt övergrepp genom gromning.

## Biografi
Hofling är född och uppvuxen i Västerås. När hon var 13 år fick hon via en chat kontakt med en pojke som utgav sig för att vara 16 år. Det visade sig vara en 27-årig man, men Hofling tyckte det kändes spännande att en vuxen person intresserade sig för henne. När han efterfrågade bilder sa hon nej, men en dag väntade han på henne i bil vid skolan. Hemma i hans lägenhet togs nakenbilder som blev början på en lång utpressningskampanj. Under hot om bildpublicering bröts Hoflings självförtroende ner, och hon utnyttjades sexuellt både av 27-åringen och ytterligare män. Ytterligare hot om att skada Hofling eller hennes familj bidrog till en ond cirkel med allvarliga hälsoproblem,  och först som vuxen fick hon styrkan att slita sig loss från sin plågoande.
Hofling framhåller att den som är utsatt för gromning känner sig väldigt ensam och lätt kan tro att en är den enda som är utsatt. Hon sände in sin berättelse med hopp om att nå ut till andra, och valdes av lyssnarna till Lyssnarnas Sommarvärd 2021 och var värd i Sommar I P1 den 14 juli 2021. G-P skrev om programmet att "Hofling har en lika viktig som vidrig historia om verkligheten att dela. Vi borde alla vara tacksamma över att hon låter oss lyssna."
År 2022 gav hon ut den självbiografiska boken Berättar du så dödar jag dig skriven tillsammans med journalisten och författaren Leone Milton.